# Longhu (ort i Kina, Jiangxi Sheng, lat 27,51, long 116,88)
Longhu är en ort i Kina. Den ligger i provinsen Jiangxi, i den sydöstra delen av landet, omkring 160 kilometer sydost om provinshuvudstaden Nanchang. Antalet invånare är 17 199. Befolkningen består av 8 250 kvinnor och 8 949 män. Barn under 15 år utgör 21,0 %, vuxna 15-64 år 70 %, och äldre över 65 år 8,0 %.
Runt Longhu är det ganska tätbefolkat, med 129 invånare per kvadratkilometer. Longhu är det största samhället i trakten. I omgivningarna runt Longhu växer i huvudsak blandskog.
Genomsnittlig årsnederbörd är 2 454 millimeter. Den regnigaste månaden är juni, med i genomsnitt 431 mm nederbörd, och den torraste är oktober, med 19 mm nederbörd.